# Dendropemon dimorphus
Dendropemon dimorphus är en tvåhjärtbladig växtart som beskrevs av Kuijt. Dendropemon dimorphus ingår i släktet Dendropemon och familjen Loranthaceae. Inga underarter finns listade i Catalogue of Life.